# Walter von Unruh (General der Infanterie)

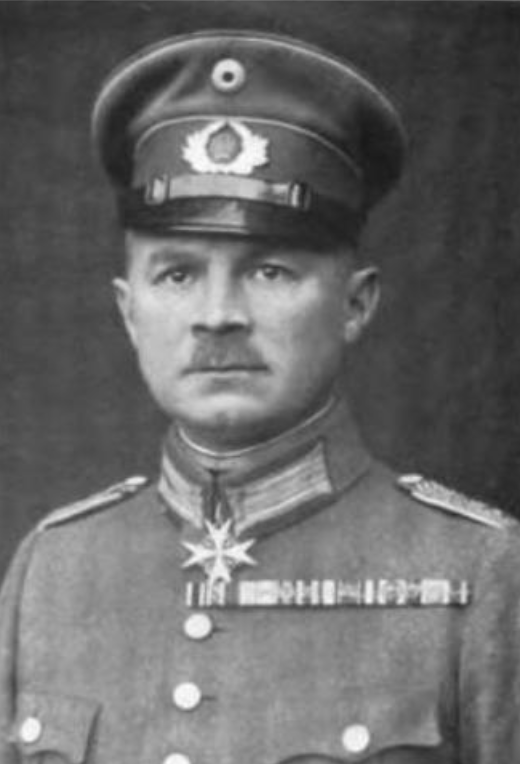
Walter von Unruh

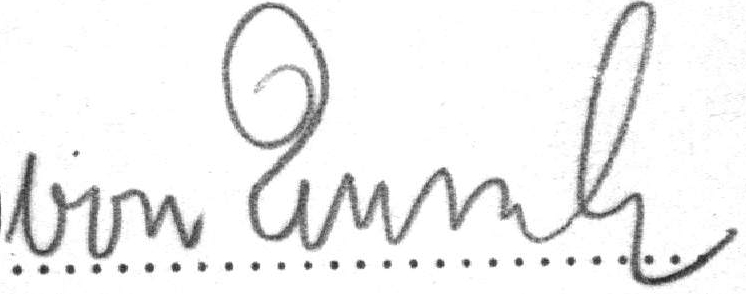
Unterschrift von Walter von Unruh als Stadtkommandant von Brest, 20. August 1941

Walter Rudolf Moritz von Unruh (* 30. Dezember 1877 auf Gut Klein Tillendorf, Kreis Fraustadt; † 16. September 1956 in Bad Berneck im Fichtelgebirge) war ein deutscher General der Infanterie im Zweiten Weltkrieg.

## Familie
Walter entstammte dem Adelsgeschlecht derer von Unruh und war der Sohn des preußischen Strafanstaltsdirektors Rudolf von Unruh (1847–1903) und dessen Ehefrau Amalie, geborene von Schweinichen (1849–1938).
Unruh heiratete in erster Ehe am 11. Oktober 1902 in Görlitz Maria Lüders (1879–1942), die Tochter des Ingenieurs und preußischen Majors der Landwehr Richard Lüders und dessen Ehefrau Maria, geborene von Stremayr. Aus dieser Ehe stammt Tochter Marga-Maria. In zweiter Ehe heiratete er am 28. Oktober 1952 in Heidenheim an der Brenz Charlotte Schneck (* 1917), die Tochter des Ratsschreibers Wilhelm Schneck und dessen Ehefrau Martha, geborene Belser.

## Militärischer Werdegang
Unruh trat am 7. März 1896 aus dem Kadettenkorps kommend als Sekondeleutnant in das Infanterie-Regiment „von Courbière“ (2. Posensches) Nr. 19 in Görlitz ein. Nach einer klassischen Offizierslaufbahn nahm Unruh als Generalstabsoffizier am Ersten Weltkrieg teil. Er wurde als Major und Chef des Generalstabes des IV. Reserve-Korps am 21. April 1918 mit dem Orden Pour le Mérite ausgezeichnet. Im Krieg erhielt er zahlreiche weitere Orden.
Nach Kriegsende war Unruh vom 23. Dezember 1918 bis 14. Januar 1919 Führer des Freikorps Görlitz. Anschließend betätigte er sich als Erster Generalstabsoffizier im Generalstab des Armeeoberkommandos Grenzschutz Süd, das die Münchner Räterepublik niederschlug. Unruh blieb auch im 100.000-Mann-Heer der Weimarer Republik Offizier. Er diente vom 1. Oktober 1920 bis 28. Februar 1922 als Chef des Generalstabes der 6. Division. Außerdem fungierte Unruh vom 1. November 1925 bis 30. November 1926 als Kommandant von Küstrin und war anschließend Kommandeur des 6. Infanterie-Regiments in Lübeck. Krankheitsbedingt beantragte Unruh seinen Abschied, der ihm am 28. Februar 1927 unter Verleihung des Charakters als Generalmajor genehmigt wurde.
Nach seiner Verabschiedung diente Unruh von 1927 bis 1937 als Ehrenadjutant des ehemaligen deutschen Kaisers Wilhelm II. in dessen Exil in Doorn. Mitte der dreißiger Jahre hatte er zudem als Funktionär des zwischen 1935 und 1938 existierenden Soldatenbundes gewirkt. Anliegen des Bundes war es, die Wehrfähigkeit der aus dem aktiven Dienst in den sogenannten „Beurlaubtenstand“ tretenden Armeeangehörigen zu sichern beziehungsweise noch zu steigern.
Unruh erhielt am 27. August 1939, dem sogenannten Tannenbergtag, den Charakter als Generalleutnant verliehen.
Am 24. Juli 1941 wurde Unruh unter gleichzeitiger Beförderung zum Generalleutnant zum Heer der Wehrmacht reaktiviert und zum Stadtkommandanten von Brest ernannt, wo er bis September desselben Jahres blieb, als er als Kommandant des rückwärtigen Armeegebiets der 4. Armee in Smolensk wurde.

## Die „Unruh-Kommission“
Aufgrund der immensen personellen Verluste der deutschen Wehrmacht nach Beginn des Krieges gegen die Sowjetunion am 22. Juni 1941 ergab sich schon bald die Notwendigkeit, neue Personalressourcen zu erschließen. Adolf Hitler äußerte am 19. April 1942 während einer Lagebesprechung mit Franz Halder, dem Generalstabschef des Heeres, dass man energisch gegen das Drückebergertum in der Etappe der besetzten Gebiete vorgehen müsse. Dies nahmen die Militärs zum Anlass, wenige Tage später den Generalleutnant Walter von Unruh, zu diesem Zeitpunkt Kommandant des rückwärtigen Armeegebietes 559 der 4. Armee im Bereich der Heeresgruppe Mitte, in das Führerhauptquartier nach Rastenburg zu schicken. Ohne ihn persönlich gesprochen zu haben, ernannte Hitler ihn am 4. Mai 1942 zum Kommandeur eines eigens einzurichtenden Stabes „zur besonderen Verwendung“ (z. b. V.) im Oberkommando der Wehrmacht (OKW). Zunächst waren seine Kompetenzen auf die Durchforstung abkömmlichen Personals in Dienststellen der Wehrmacht und nur regional auf die Reichskommissariate Ostland und Ukraine beschränkt; später wurden die Vollmachten regional ausgedehnt. Nach Auffassung des Propagandaministers Joseph Goebbels war von Unruh der ideale Mann für diese Aufgabe, da er nicht nur Militär, sondern auch überzeugter Nationalsozialist sei. Unterstützt wurde von Unruh auch von der Partei-Kanzlei Martin Bormanns; sein Vertreter im Amt war der Stellvertretende Gauleiter von Oberschlesien und frühere Reichsamtsleiter Albert Hoffmann.
Am 22. November 1942, zufällig dem Tag der Einschließung der 6. Armee bei Stalingrad, wurde Unruh dann zum „Sonderbeauftragten für die Überprüfung des zweckmäßigen Kriegseinsatzes“ nicht nur in der Wehrmacht, sondern ebenso in NSDAP und Staatsverwaltung ernannt. In der Folgezeit bemühte sich Unruh mit bescheidenem Erfolg, Personal für die Fronttruppen freizusetzen, wobei er sich endlose Auseinandersetzungen mit den jeweiligen Behörden um beinahe jeden einzelnen Mann lieferte. Dieser Aktivität verdankte er – in Anspielung auf die NS-Propagandafigur des Kohlenklau – den Spitznamen „General Heldenklau“.
Angesichts der immer weiter wachsenden Personenverluste der Wehrmacht musste der Erfolg Unruhs von Beginn an fragwürdig erscheinen. Dies gilt umso mehr, als die Staats- und Parteidienststellen die durch die Freistellung ihres Personals zum Kriegsdienst gerissenen Lücken vornehmlich durch die Beschäftigung von Frauen oder auch Angehörige von Hitler-Jugend und BDM zu schließen versuchten. Damit aber gerieten sie in Konflikt mit Rüstungsminister Albert Speer, der mittels der gleichen Personengruppen die Personalausfälle in der Rüstungsindustrie auszugleichen suchte. Die Bemühungen Unruhs verliefen sich im polykratischen Kompetenzgerangel des bereits in Auflösung befindlichen „Führerstaates“.

## Lebensweg nach 1945
Von Juli 1945 bis Juli 1947 befand von Unruh sich in US-amerikanischer Kriegsgefangenschaft. 1947 verfasste er für die Historical Division der US-amerikanischen Armee einen Erinnerungsbericht über seine Tätigkeit bei der Organisation des „totalen Krieges“.
In diesem Pamphlet legitimierte er den Zweiten Weltkrieg mit der „zunehmende[n] Volksvermehrung“ und argumentierte indirekt für eine Wiederbewaffnung für einen neuen Krieg gegen die UdSSR – diesmal auf Seite der USA. Unruh stellte sich als von der Bevölkerung geliebter Wohltäter im besetzten Brest dar, dessen Ortskommandant er vom 30. Juli 1941 bis zum Übergang der Stadt in den Zuständigkeitsbereich der Zivilverwaltung am 2. September 1941 war. Der Text enthielt auch zahlreiche antisemitische Seitenhiebe. 
1948 wurde Unruh zu fünf Jahren Arbeitslager verurteilt; 1950 wurde das Urteil aufgehoben. Er starb am 16. September 1956 im Alter von 79 Jahren an einem Herzinfarkt.

## Auszeichnungen
- Eisernes Kreuz (1914) II. und I. Klasse[3]
- Ritterkreuz des Königlichen Hausordens von Hohenzollern mit Schwertern[3]
- Ehrenritter des Johanniterordens[3]
- Preußisches Dienstauszeichnungskreuz[3]
- Bayerischer Militärverdienstorden III. Klasse[3]
- Ritterkreuz I. Klasse des Albrechts-Ordens mit Schwertern[3]
- Ritterkreuz des Württembergischen Militärverdienstordens[3]
- Hessische Tapferkeitsmedaille[3]
- Hanseatenkreuz Hamburg[3]
- Ritterkreuz I. Klasse des Hausordens vom Weißen Falken mit Schwertern[3]
- Ritterkreuz des Österreichischen Leopold-Ordens mit der Kriegsdekoration[3]
- Orden der Eisernen Krone III. Klasse mit der Kriegsdekoration[3]
- Österreichisches Militärverdienstkreuz III. Klasse mit der Kriegsdekoration[3]
- Eiserner Halbmond[3]
- Ritterkreuz des Kriegsverdienstkreuzes mit Schwertern 1943[4]